# Alec Pierce
Alec Pierce (geboren am 2. Mai 2000 in Glen Ellyn, Illinois) ist ein US-amerikanischer American-Football-Spieler auf der Position des Wide Receivers. Er spielte College Football für die University of Cincinnati und wurde im NFL Draft 2022 in der zweiten Runde von den Indianapolis Colts ausgewählt.

## College
Pierce besuchte die Glenbard West High School in seiner Heimatstadt Glen Ellyn, Illinois, einem Vorort von Chicago. Dort spielte er Football in der Offense sowie der Defense, darüber hinaus spielte er Volleyball und Basketball und war als Leichtathlet aktiv. Ab 2018 ging Pierce auf die University of Cincinnati, um College Football für die Cincinnati Bearcats zu spielen. Als Freshman kam er vor allem in den Special Teams zum Einsatz, bevor er in der Saison 2019 in 13 von 14 Spielen Starter war und 37 Pässe für 652 Yards und zwei Touchdowns fing, womit er sein Team in Receiving-Yards anführte. Aufgrund einer Knieverletzung stand Pierce 2020 lediglich in sechs Spielen auf dem Feld. In der Saison 2021 zog Pierce mit den Bearcats in die College Football Playoffs ein, Cincinnati war das erste Group-of-Five-Team, dem dies gelang. Mit 52 gefangenen Pässen für 884 Yards und acht Touchdowns stellte er jeweils Karrierebestwerte auf. Pierce bestritt insgesamt 45 Spiele für Cincinnati, davon 30 als Starter.

## NFL
Pierce wurde im NFL Draft 2022 in der zweiten Runde an 53. Stelle von den Indianapolis Colts ausgewählt. Bei seinem NFL-Debüt am ersten Spieltag gegen die Houston Texans konnte Pierce keinen Pass fangen und ließ einen potentiellen Touchdownpass fallen, das folgende Spiel verpasste er wegen einer Gehirnerschütterung. In Woche 3 fing Pierce beim 20:17-Sieg über die Kansas City Chiefs seine ersten drei Pässe in der NFL und erzielte damit 61 Yards Raumgewinn. Insgesamt fing er in seiner ersten NFL-Saison 41 Pässe für 593 Yards und zwei Touchdowns. In der Saison 2023 konnte Pierce sich nicht steigern und fing 32 Pässe für 514 Yards und zwei Touchdowns. In zwei Partien blieb er ohne gefangenen Pass.

### NFL-Statistiken
| 2022                               | Indianapolis Colts | 16 | 12 | 41  | 593  | 14,5 | 47 | 2  | 1 | 0 |
| 2023                               | Indianapolis Colts | 17 | 16 | 32  | 514  | 16,1 | 58 | 2  | 0 | 0 |
| 2024                               | Indianapolis Colts | 16 | 13 | 37  | 824  | 22,3 | 65 | 7  | 0 | 0 |
| Total                              | Total              | 49 | 41 | 110 | 1931 | 17,6 | 58 | 11 | 1 | 0 |
| Quelle: pro-football-reference.com |                    |    |    |     |      |      |    |    |   |   |